# Jefrém e Jadu
Jefrém e Jadu (em árabe: يفران وجادو; romaniz.: Yafran wa Jadu) foi um dos distritos da Líbia da porção noroeste do país com capital em Jefrém. Foi criado em 2001 e segundo censo daquele ano havia 91 468 residentes. Ele foi criado aproveitando o territórios dos extintos distritos de Jefrém e Jadu.